# 春意红包
春意红包是由泠鸢yousa作词、Wing翼作曲，收录于2017年哔哩哔哩拜年祭（现称拜年纪）的一首歌曲。描绘了贴春聯、送紅包等中国春節的过年习俗。
2025年中央广播电视总台春节联欢晚会上，本曲得到重新演绎。春晚版《春意红包》全长2分41秒，由毛曉彤、金晨、白鹿、程潇、姚晓棠、宋雨琦六人演唱。

## 创作与发行
歌曲于2017年1月27日（除夕）作为2017年哔哩哔哩拜年祭开场曲上线哔哩哔哩，歌曲全长4分40秒，由三无Marblue、祖娅纳惜、泠鸢yousa、小缘、洛萱、不才六人合唱。随后Wing翼于2017年元宵节前的2月10日投稿单品并在各音乐平台上线迷你专辑《春意红包》。元宵节当日（2月11日），Wing翼在哔哩哔哩投稿了本曲VOCALOID版本，由洛天依、乐正绫、心華演唱。
作词人泠鸢yousa表示，词作着力还原紅包原本的年味。其在查阅资料后得知，红包由红包帖子和压岁铜钱演变而来，红包早时包的是祝福语吉祥话，而壓歲錢原是压在小孩子枕头下驱赶鬼祟的钱币，即压祟钱，故在歌词中使用了“鬼祟”等意象。作曲人Wing翼则提到了年味的传承，“希望这样传统的年味儿不会在我们这代人里消失掉”。

## 春晚版本
2025年除夕夜，哔哩哔哩提供创意支持，结合现代歌舞与非遗元素，在中央廣播電視總台《2025年春节联欢晚会》重新演绎了本曲，使本曲成为首度登上春晚的拜年纪节目。毛曉彤、金晨、白鹿、程潇、姚晓棠、宋雨琦六人佩戴由哔哩哔哩UP主设计的非遗手链演唱了本曲的春晚版本。
节目内容在哔哩哔哩平台上线后，12小时内播放量突破百万，被视为受到年轻观众好评。多家媒体认为改编体现了春晚的年轻化与创新感。《南风窗》微信公众号作者林檎更指出，本曲春晚版将成为令年轻人津津乐道的集體記憶之一。“刺猬公社”则认为，考虑到哔哩哔哩首次转播春晚，本节目对于该平台及在该平台上看春晚的人而言，“无形中有了不一样的意义”。